# Księżniczka z lodu
Księżniczka z lodu (szw. Isprinsessan) – powieść kryminalna szwedzkiej pisarki Camilli Läckberg z 2003. Polskie wydanie książki ukazało się w 2009 w tłumaczeniu Ingi Sawickiej.

## Treść
Jest pierwszą częścią kryminalnej sagi z Fjällbacki (rodzinnej miejscowości Läckberg). Główną bohaterką jest Erika Falck (35 lat), pisarka biografii, współpracująca z Patrikiem Hedströmem, lokalnym policjantem, znajomym z dzieciństwa, z którym przeżywa burzliwy romans (Erika była pierwszą miłością Patrika). W wannie własnego domu, częściowo w lodzie, zostają znalezione zwłoki Alexandry Wijkner z domu Carlgren (pozorowane samobójstwo). Odnalazł je robotnik Eilert Berg. Erika była jej przyjaciółką w latach szkolnych. Matka Wijkner, Birgit, nie wierzy w samobójstwo i prosi Erikę o pomoc w wyjaśnieniu sprawy. Tropy prowadzą w daleką przeszłość, martwa zostaje znaleziona kolejna osoba – alkoholik i malarz, Anders Nilsson, kochanek i przyjaciel Alexandry.
Równolegle opisana jest tragedia rodzinna siostry Eriki – Anny (matki Emmy i Adriana), która żyje w nieszczęśliwym związku z Lucasem Maxwellem, Anglikiem z Londynu. Lucas stosuje wobec Anny przemoc domową, a w końcu łamie rękę Emmie, co wyzwala proces zmian w życiu Anny.
Podczas rozwiązywania sprawy Erika pisze biografię Selmy Lagerlöf, noblistki.
Inne znaczące dla akcji postacie to Julia, siostra Alexandry, brzydkie kaczątko w rodzinie, Bertil Mellberg, antypatyczny i zarozumiały szef policji z Tanumshede, który został tu przesunięty z Göteborga za pobicie imigranta, Veronika Nilsson - Matka Andersa oraz sprzątaczka u rodziny Lorenzów, oraz bardzo zamożna rodzina Lorentzów, producentów konserw rybnych z Fjällbacki, zwłaszcza władcza Nelly, nieformalna przywódczyni miasteczka. W styczniu 1977 zaginął bez wieści jej syn – Nils.